# 無限のdéjà vu DOCUMENT of "BEAT out!" TOURS 海賊盤
『無限のdéjà vu DOCUMENT of “BEAT out!” TOURS 海賊盤』は、GLAYが1997年3月19日にリリースしたライブ&ドキュメンタリービデオ。

## 概要
1996年に行われたツアー『BEAT out! '96』と『BEAT out! reprise』のドキュメンタリーとライブ映像を収録。
3万本限定で発売され、予約のみで完売となった。タイトルに「海賊盤」とあるが公式作品である。VHSで発売され、現在でも単独ではDVD化されておらず、『無限のdéjà vu DOCUMENT of “BEAT out!” TOURS complete』、『GLAY BEST VIDEO CLIPS 1994-1998』に付属する形でDVD化されている。

## 収録曲
1. 月に祈る
2. Cynical
3. 千ノナイフガ胸ヲ刺ス
4. KISSIN' NOISE
5. 彼女の“Modern…”
6. ACID HEAD